# Petrovce
Petrovce es un municipio del distrito de Rimavská Sobota en la región de Banská Bystrica, Eslovaquia, con una población estimada a final del año 2024 de 210 habitantes.
Se encuentra ubicado al este de la región, en la cuenca hidrográfica del río Sajó —un afluente derecho del río Tisza— y cerca de la frontera con la región de Košice y con Hungría.

## Demografía
| Año        | 1994 | 2004    | 2014     | 2024    |
| ---------- | ---- | ------- | -------- | ------- |
| Población  | 296  | 259     | 233      | 210     |
| Diferencia |      | −12,5 % | −10,03 % | −9,87 % |

| Año        | 2023 | 2024    |
| ---------- | ---- | ------- |
| Población  | 201  | 210     |
| Diferencia |      | +4,47 % |